# Gustav Jonak
Gustav Jonak (* 23. Mai 1903 in Olmütz, Nordmähren, Österreich-Ungarn; † 23. Dezember 1985 in Nürtingen) war im NS-Staat im Rang eines SS-Obersturmbannführers Leiter des Referates IV D 1 (Protektoratsangelegenheiten) des Reichssicherheitshauptamtes und Leiter des Oberlandratsamtes Mährisch-Ostrau. Nach dem Zweiten Weltkrieg war er Regierungsdirektor im Innenministerium Baden-Württemberg.

## Leben

### Herkunft, Studium und frühe politische Betätigung
Gustav Jonak war der Sohn eines k.u.k. Richters und späteren Notars im mährischen Olmütz, der 1917 in seinen Diensträumen in Neutitschein (Regierungsbezirk Troppau) von einem tschechischen Deserteur ermordet wurde. Bereits während des Besuchs der Oberschule in Neutitschein schloss er sich dem „Völkischen Bund der Deutschen in Nordmähren“ an.
An der Universität Innsbruck nahm Jonak ein Jurastudium auf, das er an der Universität Grenoble und der Wiener Hochschule für Welthandel fortsetzte und 1929 in Prag an der deutschen Karl Ferdinands-Universität mit der Promotion abschloss. Während seiner Studienzeit schloss er sich dem volksdeutschen „Aufbruch“-Kreis um Rudolf Kaspar an und trat 1922 in die Innsbrucker akademische Burschenschaft Germania ein. In Prag wurde er 1925 Mitglied der Prager Burschenschaft Teutonia und noch 1960 wurde er Ehrenmitglied der Wiener akademischen Burschenschaft Albia. 1925 und 1926 war Jonak Vorsitzender der Prager Studentenschaft und zwischen 1929 und 1932 vertrat er die sudetendeutschen Burschenschaften im Hauptausschuss der Deutschen Burschenschaft. Im gleichen Zeitraum arbeitete er als Rechtspraktikant im Kreisgericht Neutitschein und als Rechtsanwaltsanwärter in Neutitschein.
1930 trat Jonak der Sudetendeutschen Nationalsozialistischen Partei (DNSAP) bei. Von 1931 bis 1932 war er Stadtrat und Vorsitzender des Rechtsausschusses der Stadt Neutitschein. Anschließend diente er im tschechischen Infanterieregiment Nr. 3 in Kremsier. Von 1934 bis 1936 war er Rechtsanwaltsanwärter (Konzipient) in Mährisch-Trübau. Nach der Selbstauflösung der DNSAP trat Jonak im August 1936 der Sudetendeutschen Partei unter Konrad Henlein bei und wurde Henleins Generalsekretär und Kanzleileiter. Von 1934 bis 1937 war er Vorsitzender der Sudetendeutschen Burschenschaft (BdS). Nach seiner Advokaturprüfung in deutscher und tschechischer Sprache beim Obergericht in Brünn war er von 1936 bis 1938 Rechtsanwalt in Mährisch-Trübau. Jonak ging jedoch zunehmend in Opposition zu der zögerlichen Haltung Henleins und schloss sich dem radikalen Flügel der Partei an, der die Angliederung des Sudetenlandes an das Deutsche Reich forderte und die Bildung des tschechoslowakischen Staates als Schöpfung der Siegermächte des Ersten Weltkrieges in Frage stellte. Zusammen mit Rudolf Kaspar, der ausgeschlossen wurde, verließ auch Jonak 1937 die Partei.

### Im Deutschen Reich

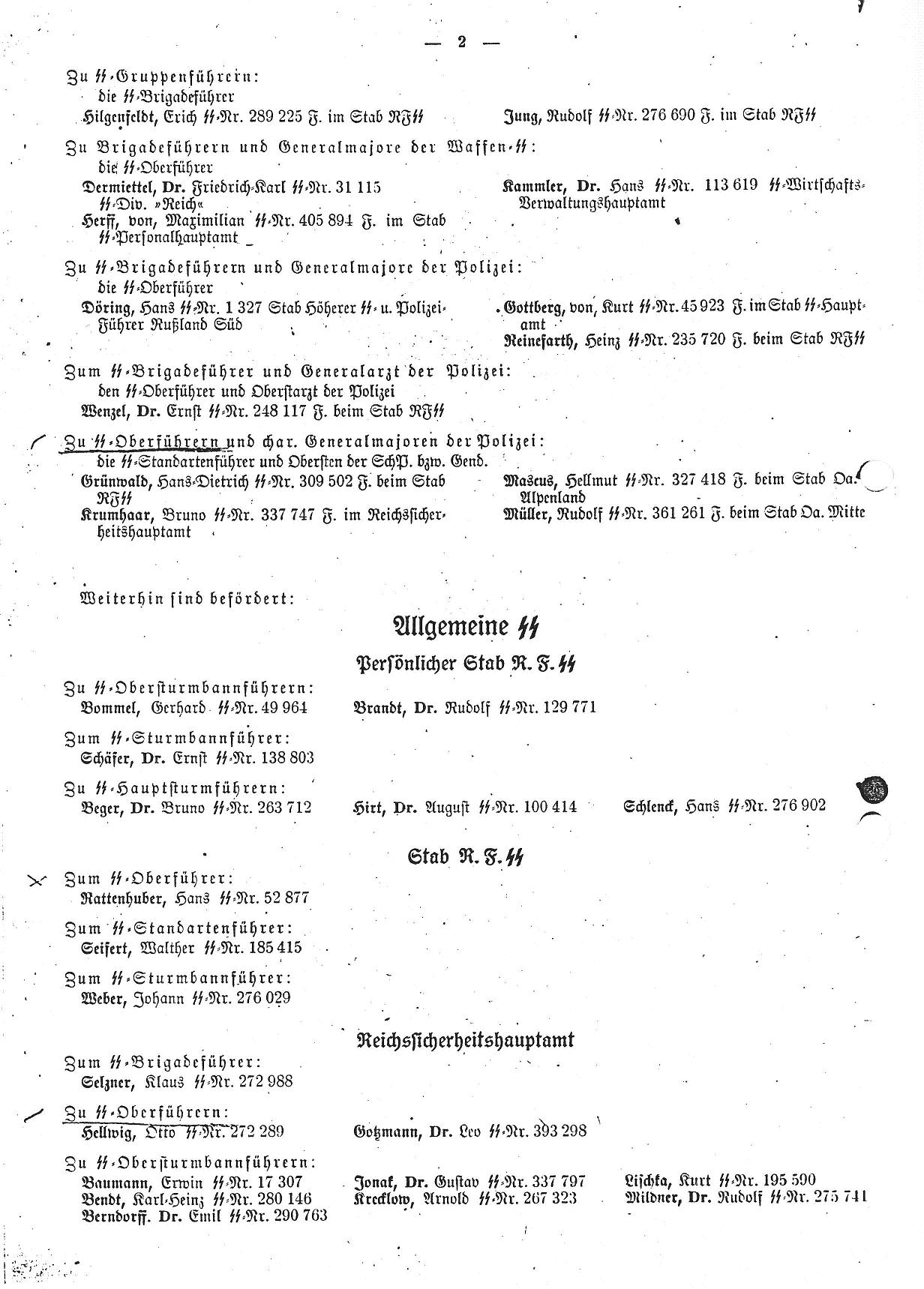
Beförderung zum SS-Obersturmbannführer an Hitlers Geburtstag 1942 im SS-Verordnungsblatt

Nach dem Münchner Abkommen trat Jonak im November 1938 in den Verwaltungsdienst ein, arbeitete dort bei der Gestapo in Berlin, nachdem er bereits 1936 Verbindung zum Sicherheitsdienst (SD) aufgenommen hatte. Er wurde zum Assessor im Reichsministerium des Innern ernannt. Reinhard Heydrich bestellte ihn im Mai 1939 als Regierungsrat zum Leiter des neueingerichteten Referates II T, das zuständig war für Grundsatzangelegenheiten des Protektorats. Schon kurz darauf wurde das Referat in die Sonderdienststelle BM (Böhmen und Mähren) und schließlich in das Referat IV D 1 des Reichssicherheitshauptamtes (RSHA) umgewandelt.
Am 3. Juli 1940 beantragte Jonak die Aufnahme in die NSDAP und wurde rückwirkend zum 1. November 1938 aufgenommen (Mitgliedsnummer 6.899.866). Ab August 1942 leitete Jonak, mittlerweile zum Oberregierungsrat befördert, das Oberlandratsamt Mährisch-Trübau. Seine Nachfolge im RSHA trat SS-Sturmbannführer Bruno Lettow an. 1943 wurde er zusätzlich Vorsitzender des Beirates der Wittkowitzer Bergbau- und Eisenhüttengewerkschaft. 1945 war er Verbindungsführer der Verwaltung beim Oberkommando der 1. Panzerarmee und wurde kommissarischer Polizeipräsident von Mährisch-Ostrau.
Sein Enddienstrang in der SS war Obersturmbannführer (SS-Nummer 337.797).

### Nach Kriegsende
Nach Kriegsende geriet Jonak im Mai 1945 in amerikanische Kriegsgefangenschaft, wurde aber bald an die Tschechoslowakei ausgeliefert. 1947 wurde er vom tschechischen Volksgericht in Mährisch-Trübau zu zwölf Jahren Haft verurteilt. 1955 wurde er nach schwerer Krankheit aus der Haft in Cheb entlassen. Zeitgleich mit der Rückkehr der letzten deutschen Kriegsgefangenen aus der UdSSR wurde auch Jonak im Oktober 1955 in die Bundesrepublik entlassen. Er kam in das deutsche Lager in Hof-Moschendorf.
Jonak siedelte nach Weilheim an der Teck über und wurde dort Gemeinderat. 1959 zog er nach Nürtingen. Er arbeitete zunächst beim Landratsamt Esslingen, ehe er in Diensten des Landes Baden-Württemberg zum Landessozialrichter und danach zum Ministerialrat im Innenministerium aufstieg und Leiter der Abteilung VII (Planungsabteilung für Raumordnung) wurde. Er war mit der Bildung der Ministerialkonferenz für Raumordnung betraut und korrespondierendes Mitglied der „Akademie für Landesplanung“ in Hannover. Außerdem war er Mitglied des Verwaltungsrates der Konferenz für Raumordnung Nord-West-Europa und Landessozialrichter. Vor der Pensionierung 1968 wurde er noch zum Regierungsdirektor befördert.
Mehrere in den sechziger Jahren eingeleitete Ermittlungsverfahren gegen Jonak wurden eingestellt.
Seit 1957 war Jonak Mitglied der Sudetendeutschen Landsmannschaft und des Landschaftsrates Kuhländchen. Ab 1956 schrieb er für die Zeitschrift Nation Europa auch unter den Pseudonymen Gerd Junker und Gerd Jäger und anderen. Er setzte sich in zahlreichen Artikeln mit der Zeitgeschichte, insbesondere mit der Kriegsschuldfrage auseinander. Er war zudem Mitglied der Ranke-Gesellschaft. Ab 1968 war Jonak Kandidat und Redner der NPD.